# Samed Baždar
Samed Baždar (Novi Pazar, 31 de enero de 2004) es un futbolista serbio que juega en la demarcación de delantero para el Real Zaragoza de la Segunda División de España.

## Trayectoria

### Clubes
Tras debutar con el primer equipo del FK Partizan de Belgrado en 2021 con tan solo 17 años, en la temporada 2022-2023 jugó 34 partidos y marcó 4 goles. En la siguiente temporada, disputó 32 partidos, anotando 8 goles.
El 17 de julio de 2024 se anunció su traspaso al Real Zaragoza por cinco temporadas.

### Selección nacional
Tras jugar con las categorías inferiores de la selección, finalmente el 25 de marzo de 2024 hizo su debut con la selección de Serbia en un partido amistoso contra Chipre que finalizó con un resultado de 0-1 a favor del combinado serbio tras el gol de Sergej Milinković-Savić. Posteriormente decidió jugar para Bosnia y Herzegovina y en noviembre de ese año fue convocado por primera vez, haciendo su debut el día 16 en una derrota por siete goles ante Alemania.

## Clubes
| Club          | País   | Año       | Partidos | Goles |
| ------------- | ------ | --------- | -------- | ----- |
| FK Partizan   | Serbia | 2021-2024 | 74       | 12    |
| Real Zaragoza | España | 2024-     | 31       | 4     |